# Storkinnen
Storkinnen är en sjö i Malå kommun i Lappland och ingår i Umeälvens huvudavrinningsområde.